# SNVI
SNVI (en francés: Société Nationale des Véhicules Industriels) (en español: Sociedad Nacional de Vehículos Industriales) (en árabe argelino: المؤسسة الوطنية للعربات الصناعية), es una empresa argelina que produce camiones y autobuses desde 1967, es una empresa nacional de construcción de vehículos.

## Historia
SNVI es una subsidiaria de Sonacome, (en francés: Société Nationale de Construction Mecanique) (en español: Compañía Nacional de Construcción Mecánica). Sonacome, la empresa matriz de SNVI, fue fundada por el Gobierno de Argelia el 9 de agosto de 1967. Sonacome heredó las fábricas y los equipos de la empresa francesa Berliet.

## Instalaciones
La sede central de SNVI se encuentra en Rouïba, 30 km al este de Argel, con sucursales en Hussein Dey, Constantina, Orán y Uargla.

## Producción
En 2011, la empresa fabricaba más de 2.000 vehículos, su objetivo es retomar el ritmo de producción de los años 1980, cuando llegaba a los 6.000 vehículos por año.

## Exportaciones

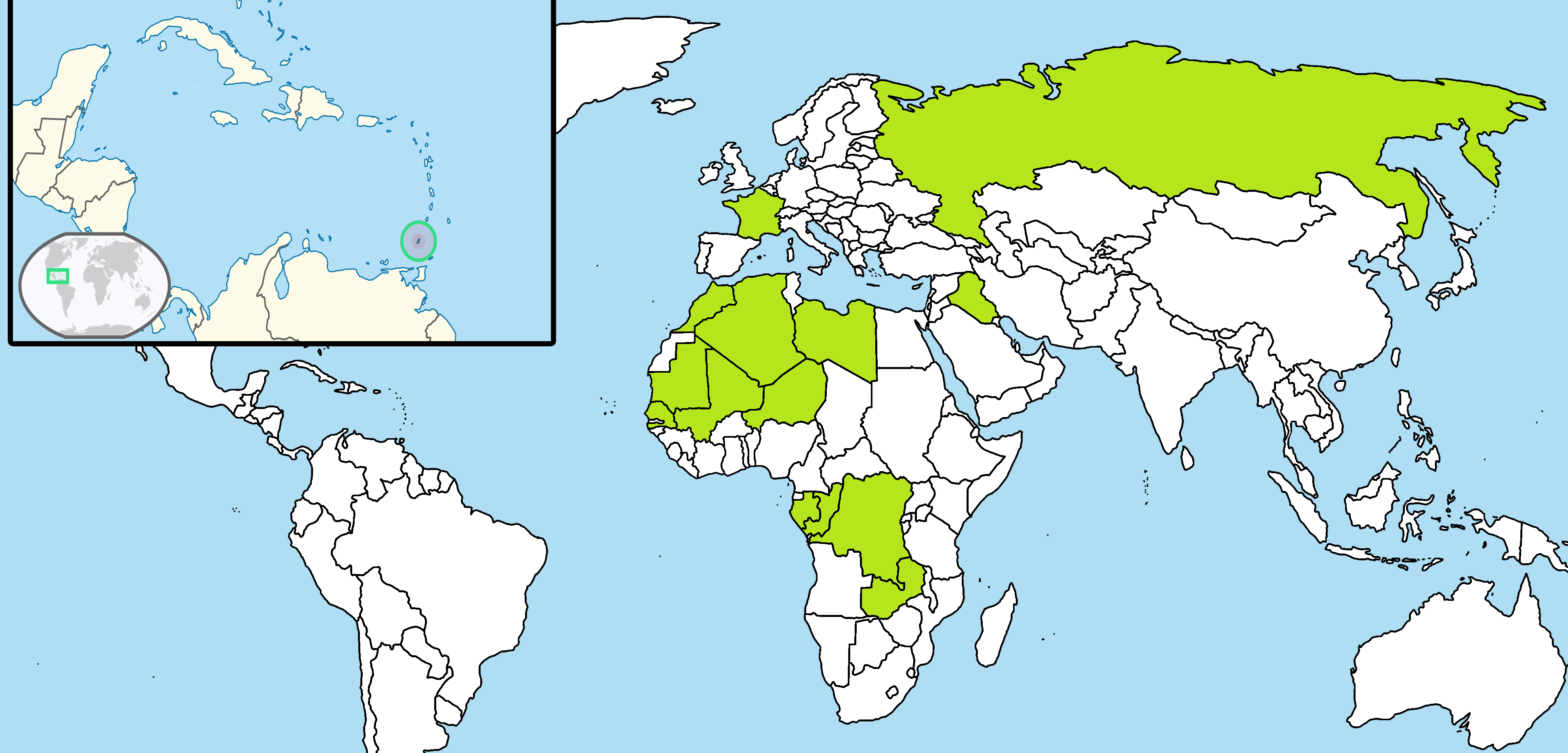
Exportaciones de SNVI.

SNVI exporta sus productos a varios países como:
- Francia
- Gabón
- Granada
- Guinea-Bisáu
- Irak
- Libia
- Mali
- Mauritania
- Níger
- República del Congo
- República Democrática del Congo
- Rusia
- Senegal
- Túnez
- Zambia

## Vehículos

### Camiones
La firma SNVI ofrece una variedad de camiones para fines civiles y militares.

#### Camiones civiles
- SNVI K66
- SNVI K120
- SNVI B260
- SNVI C260
- SNVI B400
- SNVI TB400
- SNVI TC260

#### Camiones militares

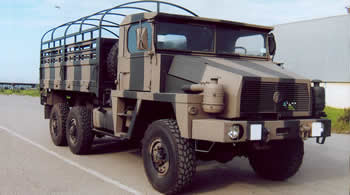
Camión militar SNVI M230.

- SNVI M120
- SNVI M230
- SNVI M260
- SNVI M350

### Autocares

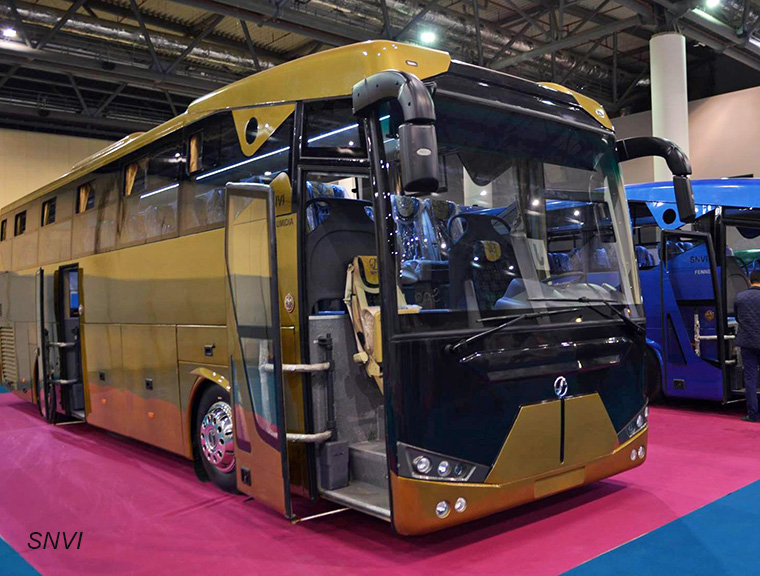
Autocar SNVI Numidia Lux.

- SNVI Atakor
- SNVI Numidia Lux
- SNVI Fennec
- SNVI Safir
- SNVI 25 L4
- SNVI Salama

### Autobuses

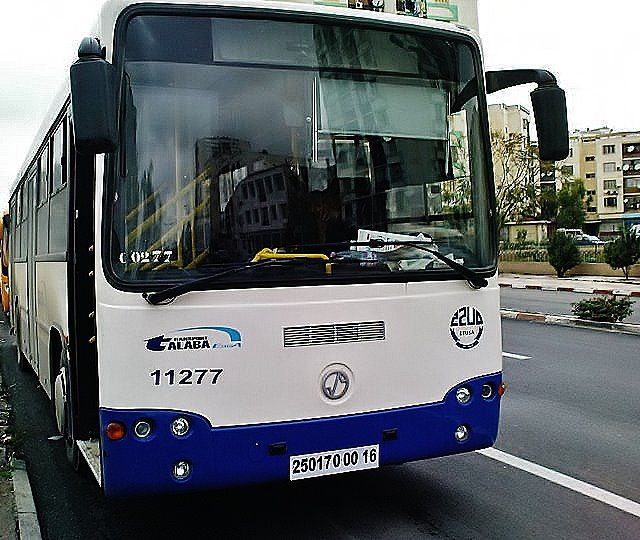
Autobús SNVI 100 L6.

- SNVI 100 L6
- SNVI 100 V8
- SNVI 18 L4
- SNVI 27 L4
- SNVI 38 L6
- SNVI 70 L6